# Rahvuslik Keskerakond

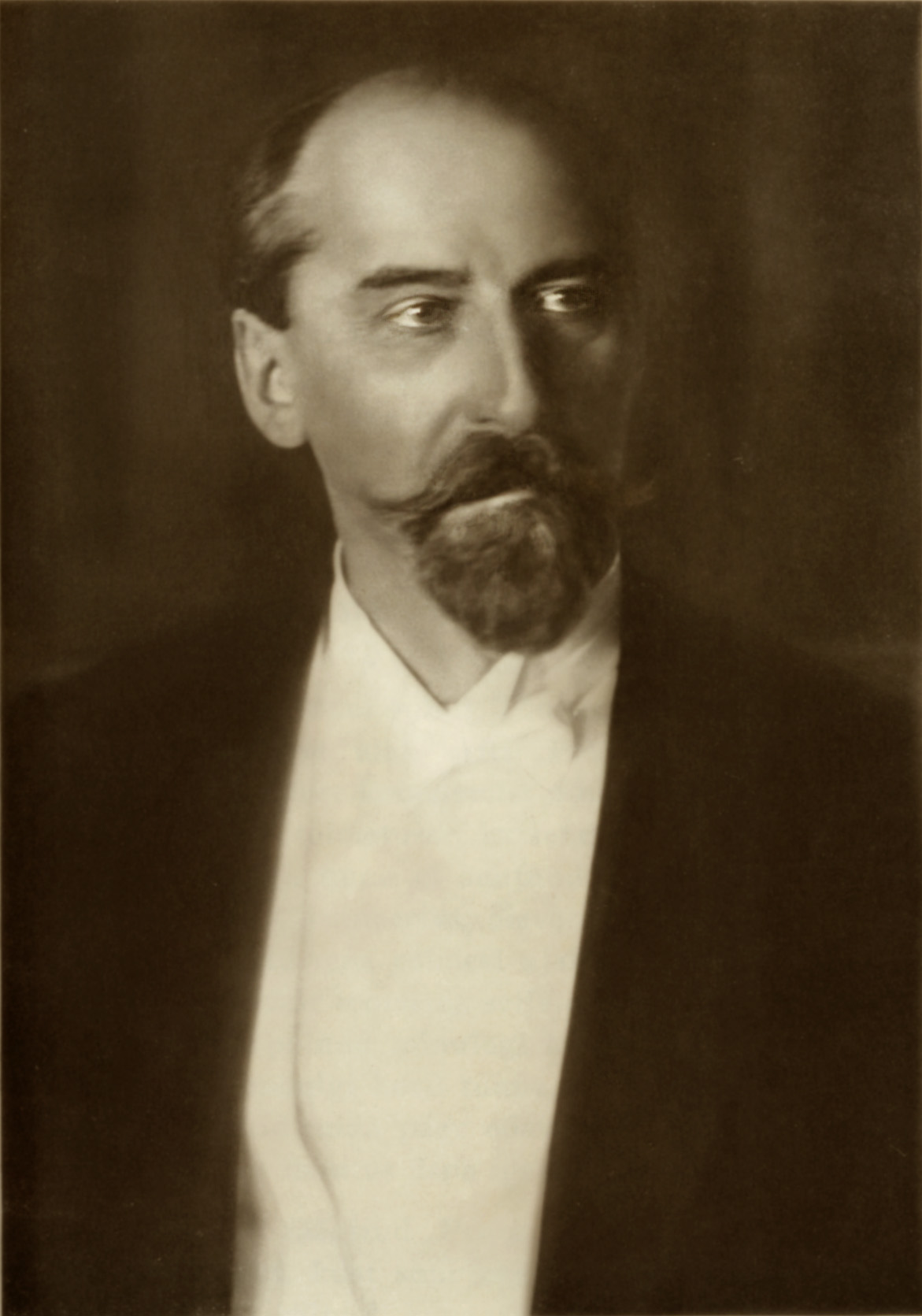
Die Leitfigur der Partei, der mehrmalige estnische Regierungschef und einflussreiche Verleger Jaan Tõnisson

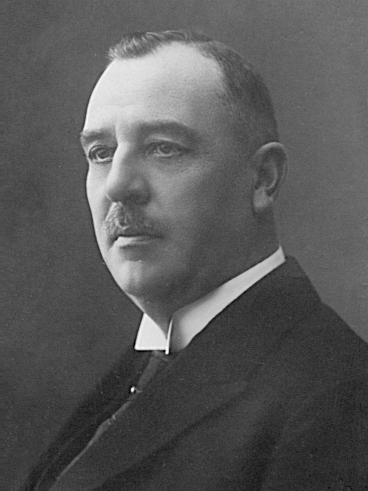
Konstantin Konik, neben Jüri Vilms und Konstantin Päts 1918 einer der drei Gründungsväter der Republik Estland

Die Nationale Zentrumspartei (estnisch Rahvuslik Keskerakond – RKE) war eine Mitte-rechts-Partei in der ersten Hälfte der 1930er Jahre in Estland. Sie entstand 1931/32 im Rahmen mehrerer Zusammenschlüsse konservativer estnischer Parteien.

## Geschichte und Programm
Die Nationale Zentrumspartei entstand im Zuge der Weltwirtschaftskrise und der Konsolidierung des estnischen Parteienspektrums Anfang der 1930er Jahre als Zusammenschluss von vier Parteien des Mitte-rechts-Spektrums.
Im Oktober 1931 schlossen sich die konservative-nationalliberale Estnische Volkspartei (Eesti Rahvaerakond) und die klerikal-protestantische Christliche Volkspartei (Kristlik Rahvaerakond) zusammen. Am 29. Januar 1932 entstand dann die Fraktion der Nationalen Zentrumspartei aus der Vereinigung der beiden Parteien mit der konservativen Estnischen Arbeitspartei (Eesti Tööerakond). Am 5. Februar 1932 schloss sich auch die Fraktion der kleinen Interessenpartei „Hauseigentümer, Kaufleute, Industrielle und andere Unterstützer des Privateigentums“ (Majaomanikud, kaupmehed, töösturid ja teised eraomandust pooldajad), die bei der Parlamentswahl 1929 drei Mandate errungen hatte, der Fraktion an.
Prägende Politiker der Partei in der kurzen Zeit ihrer Existenz waren neben dem charismatischen Jaan Tõnisson die Minister Mihkel Pung, Konstantin Konik, Ado Anderkopp, August Kerem und Hugo Villi Kukke.

## Regierungsbeteiligung und Teilnahme an Wahlen
Die seit Februar 1931 amtierende Regierung unter dem Staatsältesten (Riigivanem) Konstantin Päts vom „Bund der Landwirte“ (Põllumeeste Kogud) trat zurück, als sich Anfang 1932 durch die Vereinigung mehrerer Fraktionen und Parteien neue Machtkonstellationen im Parlament (Riigikogu) gebildet hatten. Das Kabinett wurde von einer neuen Regierung unter dem Staatsältesten Jaan Teemant am 19. Februar 1932 abgelöst. Diese blieb wegen der anstehenden Parlamentswahlen allerdings nur kurzzeitig im Amt.
Bei der Parlamentswahl, die vom 21. bis 23. Mai 1932 stattfand, erreichte die Nationale Zentrumspartei 22,1 Prozent der Stimmen. Mit 23 Abgeordneten im 100-köpfigen Riigikogu stellte sie die zweitgrößte Fraktion der 5. Legislaturperiode.
Die Partei stellte ab Juni 1932 in der neuen Koalitionsregierung des Staatsältesten Karl Einbund (Põllumeeste Kogud) drei Minister. Das Kabinett wurde im März 1933 von einer Koalitionsregierung unter dem neuen Staatsältesten Konstantin Päts (Põllumeeste Kogud) abgelöst, in der ebenfalls die Nationale Zentrumspartei vertreten war.
Im April 1933 zog die Nationale Zentrumspartei wegen Meinungsverschiedenheiten in der Wirtschaftspolitik ihre Minister aus der Regierung zurück. Jaan Tõnisson von der Nationalen Zentrumspartei bildete am 18. Mai 1933 unter Führung der Nationalen Zentrumspartei eine neue Regierung. Koalitionspartner der RKE war die Vereinigung der „Siedler, Kleinbauern und Staatspächter“ (Asunikkude, Väikepõllupidajate ja Riigirentnikkude Koondus).
Die Regierung hielt nur bis zum Oktober 1933. In einer Volksabstimmung vom 14. bis 16. Oktober 1933 hatte das estnische Volk eine neue estnische Verfassung angenommen. Die Zustimmung lag bei 72,7 Prozent. Die Nationale Zentrumspartei hatte gegen den Verfassungsentwurf votiert, den sie als weitgehend undemokratisch ablehnte. Sie reichte aufgrund ihrer Niederlage am 17. Oktober 1933 den Rücktritt ein. Am 21. Oktober 1933 bildete Konstantin Päts eine Übergangsregierung, die bis zu den Wahlen von Staatsältestem und Parlament im Amt bleiben sollte.

## Staatsstreich 1934
Am 12. März 1934 riss Staats- und Regierungschef Konstantin Päts vom „Bund der Landwirte“ (Põllumeeste Kogud) mit Hilfe des estnischen Militärs in einem unblutigen Putsch die Macht an sich. Alle Parteien wurden am 22. September 1934 mit einem Betätigungsverbot belegt und das Parlament ab 3. Oktober 1934 nicht mehr zusammengerufen. Päts leitete damit das Ende der estnischen Demokratie ein. Seine autoritäre Herrschaft wurde 1940 von der stalinistischen Besetzung Estlands und der Einverleibung des Landes in die Sowjetunion abgelöst.